# Eigengruppe und Fremdgruppe
Die gegensätzlichen Begriffe Eigengruppe (engl. in-group) und Fremdgruppe (engl. out-group) werden in den Sozialwissenschaften verwendet, um Gruppen zu unterscheiden, denen man sich zugehörig fühlt und mit denen man sich identifiziert, und Gruppen, auf welche dies nicht zutrifft (vgl. Gruppenkohäsion).
Aus Perspektive der Systemtheorie sind zur Identitätsbildung des jeweiligen sozialen Systems Differenzierungen zur „Umwelt“ funktional, anderenfalls droht beispielsweise ein Identitätsdilemma.

## Eigengruppenbevorzugung und Fremdgruppenabwertung
Der Sozialpsychologe Henri Tajfel zeigt in seiner Forschung zu Minimalgruppen sowie zum Akzentuierungseffekt, dass willkürliche Unterscheidungsmerkmale binnen Minuten zu Vorurteilen, Stereotypen und Diskriminierung gegenüber einer Fremdgruppe führen können (Fremdgruppenabwertung). Werner Herkner weist darauf hin, dass der Grad der Bildung von Vorurteilen gegenüber anderen Menschen mit der eigenen Selbstzufriedenheit korreliert. So kann das Selbstwert-Gefühl gesteigert werden, wenn positive Eigenschaften der Eigengruppe überbetont, negative heruntergespielt werden und ebenso Fremdgruppen als solche bezeichnet und abgewertet werden.
Die Zugehörigkeit zur Eigengruppe führt hingegen zu einem „Wir-Gefühl“, also Vertrautheit, Sympathie und Kooperationsbereitschaft der einzelnen Gruppenmitglieder. Durch das starke Gefühl von Zusammengehörigkeit, Loyalität und Gruppenidentität grenzt sich die Gruppe auch „Anderen“ gegenüber ab. Es findet eine Eigengruppenbevorzugung oder engl. Ingroupbias statt, in der die eigene Gruppe höher bewertet wird bzw. man in Verteilungssituationen der eigenen Gruppe bewusst oder unbewusst mehr Ressourcen zuteilt. Metaanalysen, z. B. von Mullen et al. 1992, zeigten, dass der Effekt signifikant und stabil war. Er wurde umso stärker beobachtet, je stärker man sich der Eigengruppe zugehörig fühlt. Ein Beispiel für eine Gruppenzugehörigkeit ist das Geschlecht. Betrachtet man die Geschlechterzugehörigkeit als Gruppe, so zeigt sich, dass Frauen eine vielfach stärkere Eigengruppenbevorzugung zeigen als Männer.
Die Vorstellung, dass sich fremde Menschen von der eigenen Gruppe grundsätzlich unterscheiden, weil sie zur Fremdgruppe gehören (Othering), und dass diese Fremdgruppe ungleichwertig ist, führt zu einer Legitimation der vermeintlich natürlichen Dominanz der Eigengruppe und zur Benachteiligung bzw. Diskriminierung der Fremdgruppe.

## Fremdgruppenhomogenität
Die Wahrnehmung, vielmehr: Behauptung, nach der die Mitglieder der Fremdgruppe einander ähnlicher seien, als dies tatsächlich der Fall ist („Wir sind Individuen; die anderen sind alle gleich.“), bezeichnet man als Fremdgruppenhomogenität.
Im Experiment von Quattrone und Jones (1980) wurde Studenten der Universitäten Princeton und Rutgers ein Video gezeigt, auf dem ein Student seine Vorliebe für klassische Musik oder Rockmusik äußert. Der Versuchsperson wurde entweder gesagt, dieser Student sei an derselben Universität, wie sie selbst, oder  an der anderen Universität. Die Versuchsperson sollte nun schätzen, wie viele Kommilitonen denselben Musikgeschmack haben wie dieser Student. Glaubte die Versuchsperson, der Student sei Mitglied der Fremdgruppe (also an der jeweils anderen Uni), fiel diese Schätzung deutlich höher aus, als bei der Eigengruppe. Dieses Ergebnis („Kennt man einen, kennt man alle.“) wurde in den USA, in Europa und Australien in vielen Studien reproduziert.
Für diesen Effekt gibt es verschiedene Erklärungsansätze. Ein Ansatz besagt, dass wir schlicht weniger Zeit mit Fremdgruppen oder ihren individuellen Mitgliedern verbringen und somit zu keinem differenzierten Bild gelangen können. Doch dies scheint eine eher unzureichende Erklärung zu sein. Viel mehr geht man davon aus, dass wir die eigene Gruppe in Subgruppen einteilen, also viele verschiedene Gruppierungen innerhalb der eigenen kennen und benennen können. Dies ist bei Fremdgruppen nicht der Fall. Allerdings ist es auch durchaus möglich und keineswegs negativ, die eigene Gruppe bezüglich bestimmter Merkmale (z. B. Intelligenz) als homogen wahrzunehmen.

## Entindividualisierung
Die Strategie der maximalen Abwertung anderer Gruppen führt zur Entindividualisierung „normaler“ Menschen. Die Aufwertung von Angehörigen der eigenen Gruppe mittels der überhöhenden Bezeichnung „Herrenmenschen“ und die Abwertung von Angehörigen der anderen Gruppe als „Untermenschen“, etwa zur Zeit des Nationalsozialismus, legitimiert aus Perspektive der Gruppe der Täter (gruppenpsychologisch auf moralischer Ebene) selbst die Vernichtung (Ermordung) der Mitglieder der „anderen“ Gruppe.

## Intergruppenbeziehung
Um Gruppen zu verstehen, ist es wichtig zu betrachten, wie sie in Beziehung zu anderen Gruppen stehen, von denen sie sich (bewusst) abgrenzen. Unsere Wahrnehmung wird stark durch den Vergleich der eigenen Gruppe mit einer anderen Gruppe beeinflusst. Das Attribut, welches der eigenen Gruppe zugeschrieben wird, bezieht man rückwirkend auch auf die Mitglieder der Gruppe. Tritt nun der Fall ein, dass man der eigenen Gruppe ein bestimmtes Attribut nicht mehr zuschreiben kann, weil es auf eine andere Gruppe offenkundig besser passt, verändert sich auch die Einschätzung innerhalb der Gruppe bezüglich dieses Arguments und es wird weniger wichtig. Man beruft sich folgend auf andere Attribute. Ein weiterer wichtiger Befund zu diesem Thema ist, dass einem Gruppenmitglied nicht zu jedem Zeitpunkt bewusst ist, dass es Mitglied einer bestimmten Gruppe ist, sondern dieses Wissen/Bewusstsein mitunter erst salient gemacht werden muss. Dies geschieht am häufigsten, wenn wir auf andere Gruppen treffen. Ist ein solcher Fall eingetreten, werden dadurch Gedanken, Gefühle und Verhalten vor dem Hintergrund unserer nun bewussten Mitgliedschaft verändert.

## Evolutionäre Perspektive
Michael Schmidt-Salomon weist aus evolutionär humanistischer Sicht darauf hin, dass Ingroup-Outgroup-Phänomene inzwischen bei einigen Tierarten wissenschaftlich beobachtet und beschrieben wurden. Bezogen auf die Eigengruppe zählen dazu Kooperation, Altruismus, Gerechtigkeit und Moral nicht nur, aber vor allem bei vielen gesellig lebenden Tierarten. Gegen andere Gruppen derselben Art wurden schon mit Angehörigen der eigenen Gruppe kooperative Vernichtungsfeldzüge bei staatenbildenden Insekten wie Ameisen und Bienen, oder auch bei Affen wie im Schimpansenkrieg von Gombe beobachtet, was früher als menschenspezifische Unart galt.
Als besonders problematisch bezeichnet Schmidt-Salomon das evolutionäre Erbe der Menschheit, wenn aus übersteigerter Solidarität mit der eigenen Gruppe, beispielsweise in Religionen und dogmatischen Ideologien, Fanatismus bis hin zur Bereitschaft zum Massenmord an den (bösen) anderen führt.
Kooperation und Solidarität treten sowohl bei Menschen, als auch bei anderen Tierarten nicht nur in Abgrenzung zu einer Fremdgruppe, gelegentlich sogar artübergreifend auf. So wurden schon zwei flügge gewordene Zaunkönige beobachtet, die in einem Rotkehlchennest gelandet von den Rotkehlchen wie die eigenen Jungen gefüttert wurden. Beim Menschen kann sich die gegenseitige Hilfe von Gruppen über Staat, Staatengemeinschaften und schließlich – im Idealfall – zur ganzen Menschheit ausweiten.